# Oscar Pettiford
Oscar Pettiford (30. září 1922 Okmulgee, Oklahoma, USA – 8. září 1960 Kodaň, Dánsko) byl americký jazzový kontrabasista a violoncellista. Ve dvanácti letech se začal učit na klavír a o dva roky později na kontrabas. V roce 1942 se stal členem skupiny Charlieho Barneta. Později hrál s mnoha dalšími hudebníky, mezi které patří i Thelonious Monk, Coleman Hawkins, Dizzy Gillespie, Miles Davis, Duke Ellington, Milt Jackson nebo Sonny Rollins.